# 巴雷姆
巴雷姆（法語：Barrême，法語發音：[baʁɛm]），法国东南部市镇，位于普罗旺斯-阿尔卑斯-蓝色海岸大区上普罗旺斯阿尔卑斯省，隶属于卡斯泰拉讷区，其市镇面积为37.05平方公里，2022年1月1日时人口数量为402人，在法国城市中排名第18,198位。
巴雷姆位于上普罗旺斯阿尔卑斯省南部，阿斯河谷内，是一个区域性的公路枢纽。

## 地名

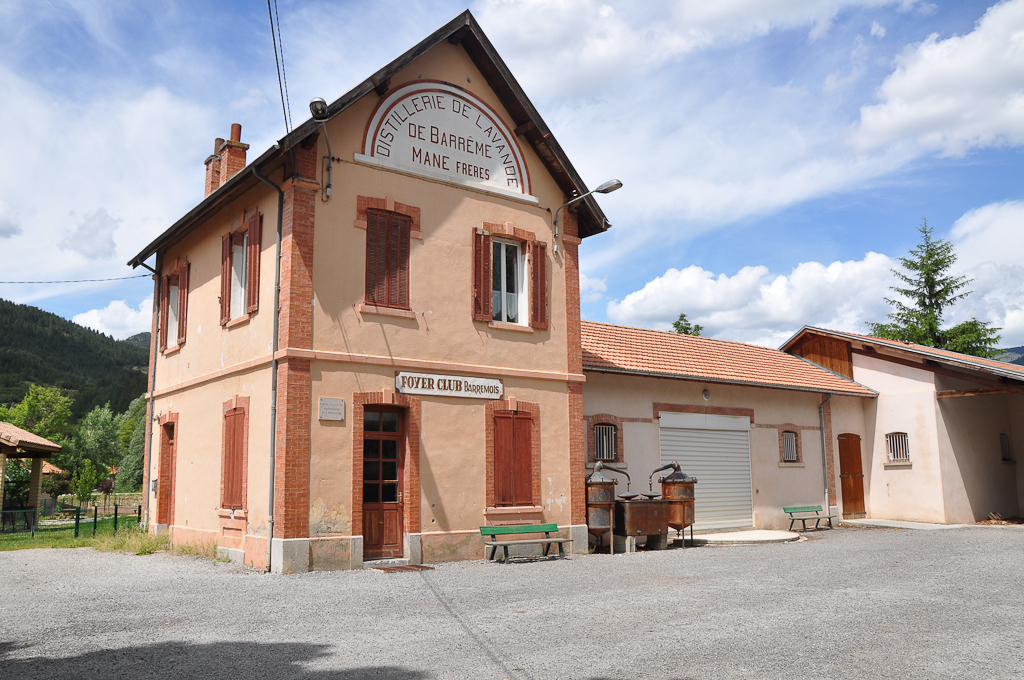
薰衣草蒸馏工厂旧址

“Barrême”一名为其奥克语形式“Barrema”的法语转写，该名称最初于1215年被记载，其名称来源及含义尚有待考证。

## 历史
巴雷姆历史悠久，罗马时期一条沿阿斯河延伸的道路就由此通过，中世纪初期为卡斯泰拉讷的一处领地，公元13世纪被普罗旺斯公爵继承。法国大革命后，巴雷姆成为上普罗旺斯阿尔卑斯省的一个市镇。工业革命时期，当地曾出现薰衣草蒸馏工厂。

## 地理

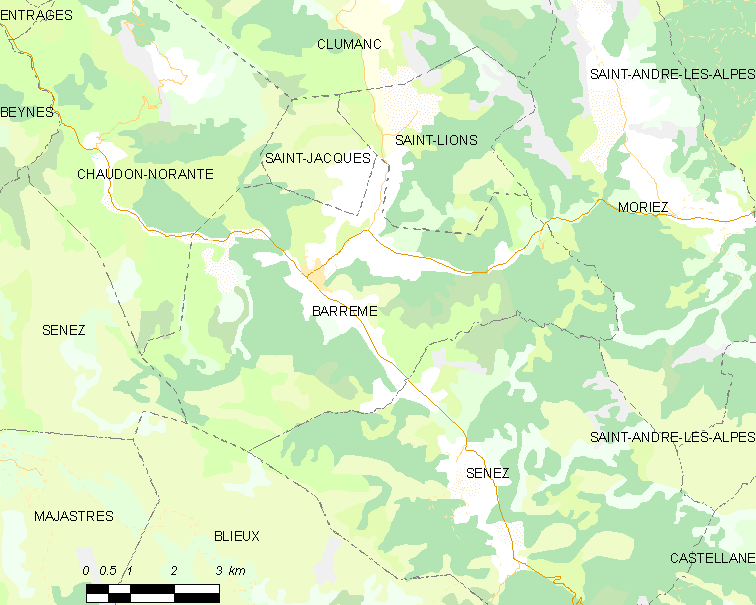
巴雷姆市镇范围地图

巴雷姆位于法国东南部，普罗旺斯-阿尔卑斯-蓝色海岸大区中南部和上普罗旺斯阿尔卑斯省南部，距离省会迪涅莱班大约49公里。与巴雷姆接壤的市镇包括：布略、绍东-诺朗特、莫里耶、圣雅克、圣利翁、瑟内。

### 地形
巴雷姆位于法国阿尔卑斯山南段的一处峡谷之中，其附近区域被称为蒙德尼耶山，境内以山地为主，市镇中心地势较为平坦，全境海拔在685到1,621米之间。

### 水文
克吕芒（Clumanc）、莫列兹（Moriez）和布略（Blieux）三条溪流在巴雷姆境内交汇成为阿斯河，向西北流出境内，属于罗讷河水系。

### 植被
巴雷姆属于温带阔叶混交林区，一些海拔较高的地区亦有针叶林分布，境内林地广泛分布。
在鲜花城市的评比中，巴雷姆暂未被评级。

### 气候
巴雷姆在柯本气候分类法中属于带有地中海气候特征的山地气候。

## 行政区划
巴雷姆是法国普罗旺斯-阿尔卑斯-蓝色海岸大区上普罗旺斯阿尔卑斯省的一个市镇，编号为04022。巴雷姆隶属于卡斯泰拉讷区、上普罗旺斯阿尔卑斯省第一选区和里耶县，同时也是阿尔卑斯-普罗旺斯-韦尔东市镇公共社区的办公驻地。
法国国家统计与经济研究所（简称）在进行数据统计时，未将巴雷姆划入任何城市核心区（Unité urbaine）或城市区（Aire urbaine）内。自2020年起，巴雷姆城市区被划入包含34个市镇的迪涅莱班城市辐射区内。此外，还将巴雷姆市镇整体看作一个“块区”（IRIS）。

## 交通

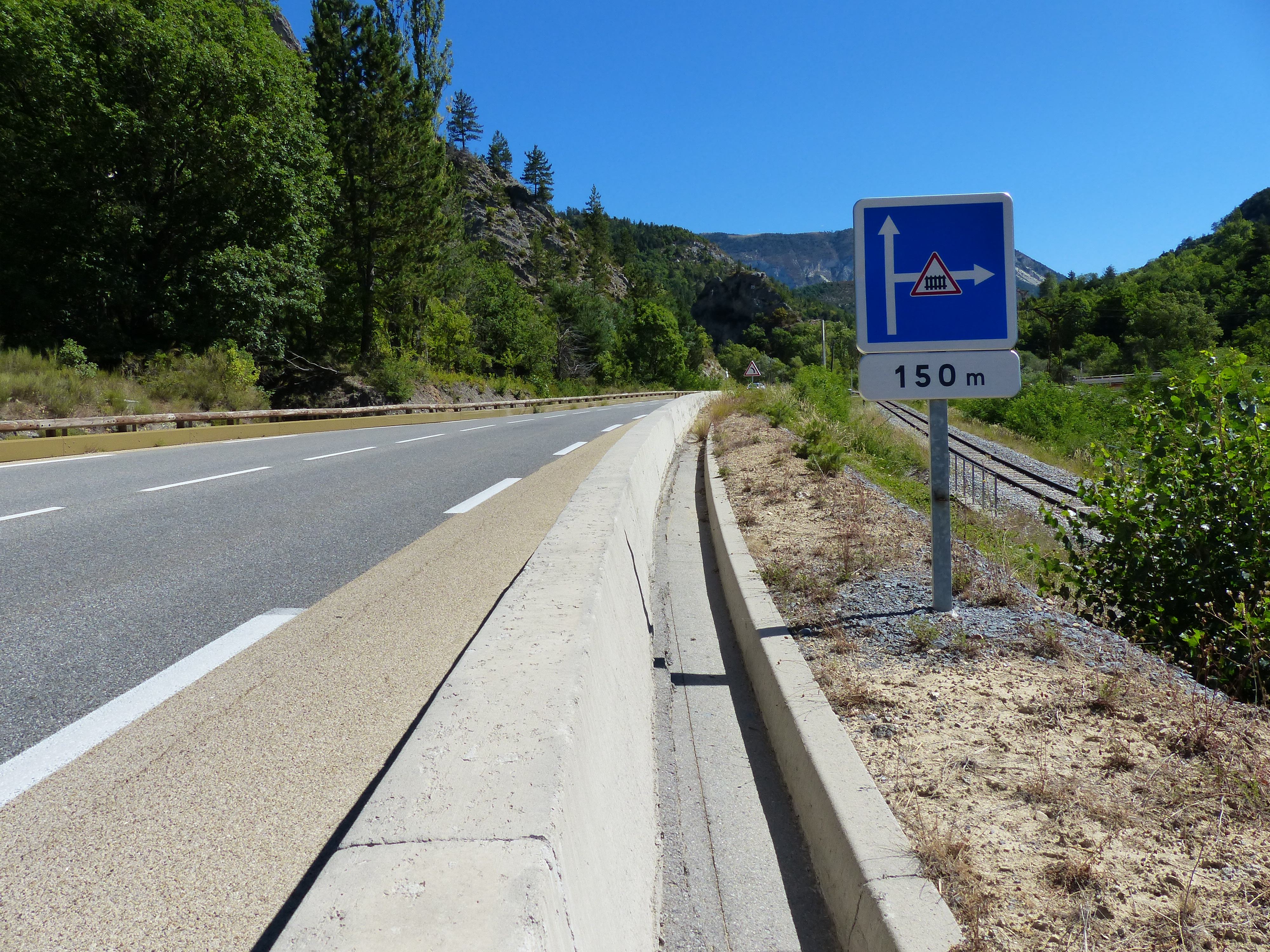
国道N202线巴雷姆段

### 公路
法国国道N85线、N202线和上普罗旺斯阿尔卑斯省省道D19线、D4085线在巴雷姆交汇。普罗旺斯-阿尔卑斯-蓝色海岸大区下属的城际客运提供前往迪涅莱班的校车线路。
2017年，46.8%的巴雷姆家庭拥有至少一辆私人汽车。2019年，巴雷姆境内共发生各类交通事故1起，造成8人受伤。

### 铁路
尼斯－迪涅铁路经过巴雷姆并设有两个乘降所：巴雷姆站和莫列兹站，这两站都停靠往返于尼斯和迪涅之间的列车。

### 航空
距离巴雷姆最近的民用航空站为尼斯普罗旺斯机场，距离巴雷姆市中心的公路里程约109公里。

### 城市公共交通
巴雷姆暂无城市公共交通系统。

## 政治
巴雷姆的现任市长为让-路易·沙博先生（Jean-Louis Chabaud），他是一名左翼无党派人士，在2020年的市政选举中获得了100%的支持率（没有其他候选人）。
在2017年的法国总统大选中，法国民族阵线主席玛丽娜·勒庞在巴雷姆获得了50.19%的支持率。

## 人口
2018年，巴雷姆市镇人口数量为424，在法国排名第18,198位。其中男性200人，女性232人，75岁及以上人口占10.2%，外籍人口数量为97人，人口密度为11人/平方公里，当地居民被称为（男性）或（女性）。2019年，巴雷姆境内出生4人，死亡人口5人。
| 年份   | 1936 | 1946 | 1962 | 1968 | 1975 | 1982 | 1990 | 1999 | 2004 | 2009 | 2014 | 2018 |
| ------ | ---- | ---- | ---- | ---- | ---- | ---- | ---- | ---- | ---- | ---- | ---- | ---- |
| 人口數 | 643  | 547  | 514  | 510  | 435  | 421  | 473  | 433  | 497  | 467  | 435  | 424  |

## 经济
截至2021年5月，巴雷姆共有各类用人单位116家，平均历史为20年，均为中小型企业（PME）。

## 财政收入
2019年，巴雷姆的财政收入总额为571,350欧元，财政支出总额为447,990欧元，当年的债务总额为561,190欧元。2020年，巴雷姆共获得139,038欧元的国家财政补助，比上一年增加了0.32%。
2019年，巴雷姆的家庭平均均月收入总额为1,418欧元，平均每个家庭有1.6个成员。
2017年，巴雷姆境内的青壮年（15至64岁）失业率为16.1%，当地42.6%的家庭拥有纳税资格，平均纳税1,586欧元，低于法国平均水平（3,888欧元）。

## 社会事务

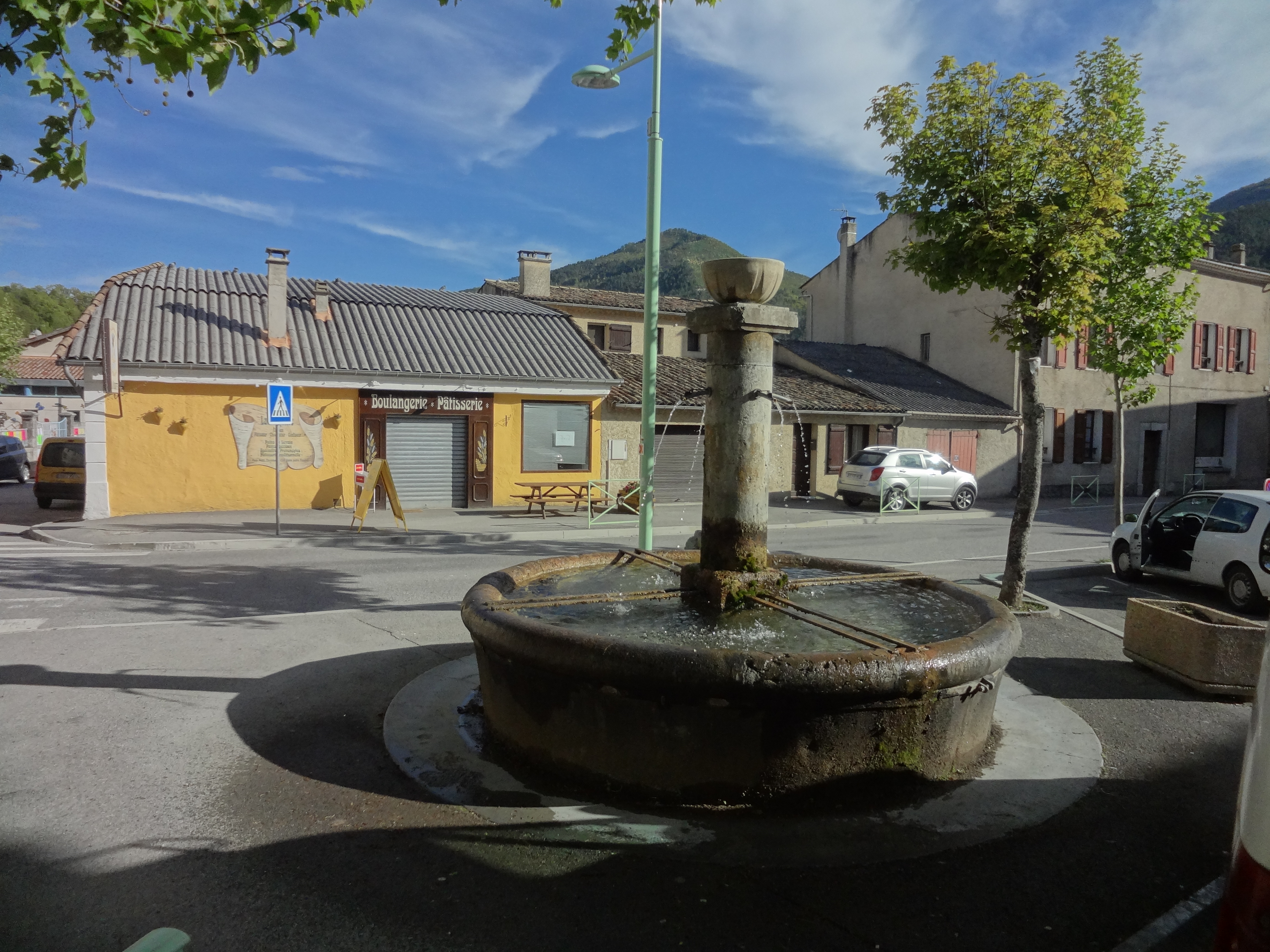
巴雷姆镇中心的喷泉

### 教育
巴雷姆属于尼斯学区。截止2019年1月1日，巴雷姆境内有1所小学。

### 医疗
截止2019年1月1日，巴雷姆境内有1名全科医生和1名按摩师。距离巴雷姆最近的综合医院位于迪涅莱班。

### 住房
2017年，巴雷姆境内共有各类住房406套，其中83.5%为独立式居民区，15%为集中式居民区。常住房屋占巴雷姆市镇范围内居民建筑总量的54.2%。
在住房保障政策方面，2017年，巴雷姆境内共有76户家庭获得了住房经济补助，受益人数占总人口数量的17.6%，其中48份为房租补助。

### 商业
2019年，巴雷姆境内共有各类实体商铺21家，其中餐厅4家、杂货店3家、面包房1家、邮局1家、银行2家、泥瓦匠6家、汽车维修店2家。最近的大型超市是位于迪涅莱班的家乐福超市。

### 体育
2019年，巴雷姆境内共有1处网球场和2处足球或橄榄球场。

### 环境
巴雷姆的环境事务由其所属的公共社区负责。2019年，巴雷姆境内暂无污染企业。

### 治安
2014年，巴雷姆及附近地区共发生各类案件1,292起，其中盗窃类案件815起，经济类案件138起，毒品交易类案件105起。

## 文化

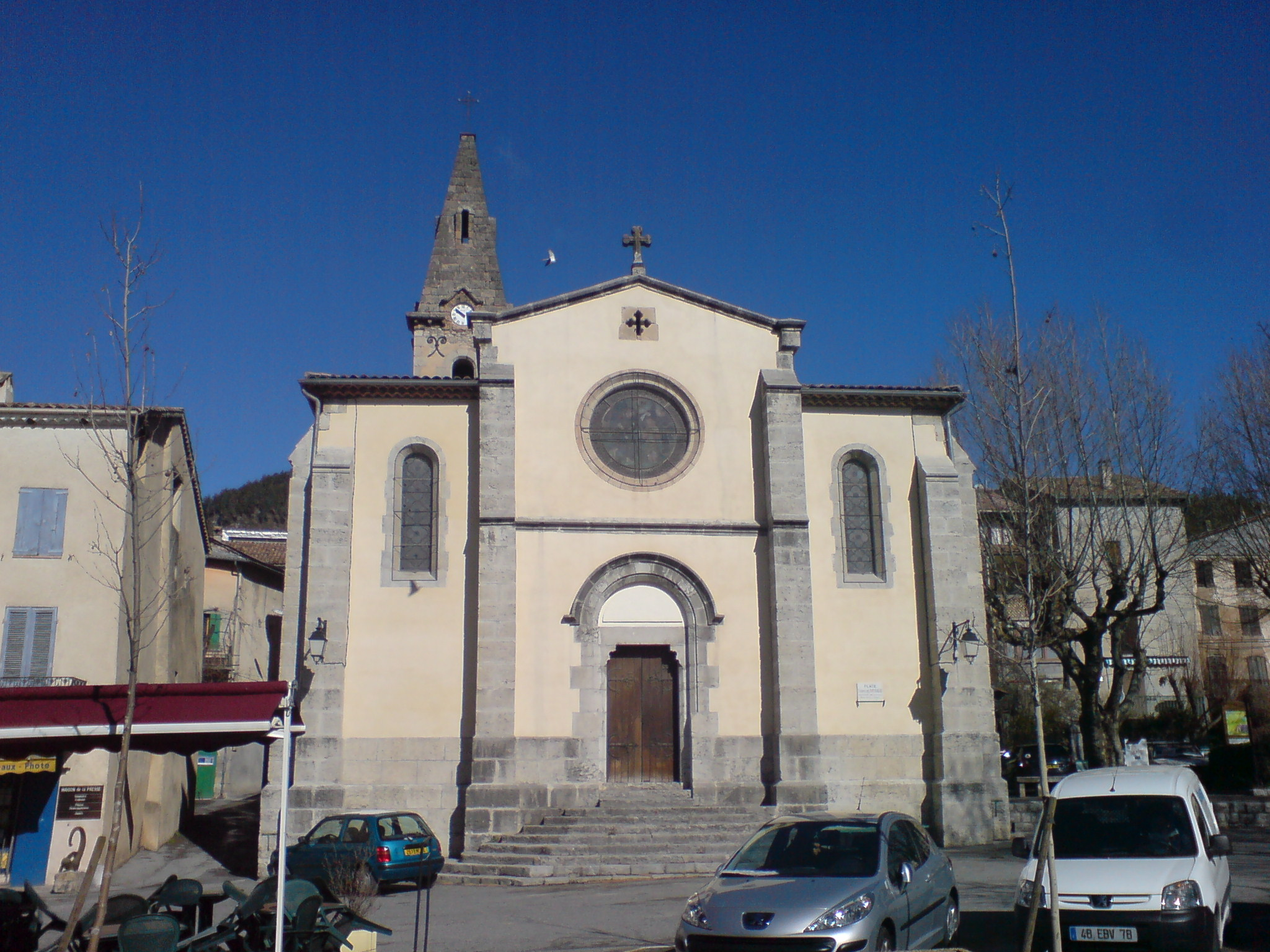
巴雷姆教堂

2019年，巴雷姆境内暂无任何文化设施。

### 建筑
巴雷姆境内有多处历史建筑，其中巴雷姆圣日耳曼教堂是法国国家文物保护单位，也是当地的地标性建筑物。

### 旅游
巴雷姆的旅游事务由其所属的公共社区负责。2020年，巴雷姆境内暂无任何游客接待设施。

### 媒体
法国主要的媒体均可在巴雷姆接收，法国电视三台下属的普罗旺斯-阿尔卑斯-蓝色海岸大区频道在部分时段播出巴雷姆所属区域的地方新闻。

## 友好城市
截至2021年5月，巴雷姆暂未建立任何友好城市关系。